# 匈牙利语方言

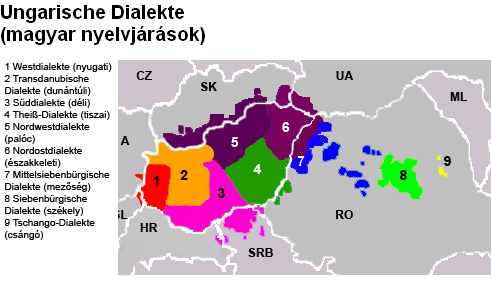
匈牙利和其他国家的匈牙利方言根据较早的匈牙利语分布

匈牙利语有十种方言。  在大多数情况下，这些方言是相互理解的，并且与标准匈牙利语没有显着差异。它们主要通过发音来区分；尽管在词汇上存在差异，但这些差异通常很小，并且不会影响可理解性。由于 20 世纪内部人口流动和城市化的增加，不同方言的大部分特征只能在较小的城镇和村庄中观察到，甚至主要是在老年人中；大城市，尤其是首都的人口世代相传，方言差异已经消失。一个值得注意的例外是西外多瑙河的发音，即使在该地区最大的城市松博特海伊也很明显。
研究人员目前区分了以下辩证区域：
1. 西外多瑙河
2. 中外多瑙河——小匈牙利平原
3. 南外多瑙河
4. 南部大平原
5. 帕洛克
6. 蒂萨-科罗斯
7. 东北部
8. 特兰西瓦尼亚平原
9. 塞克利
10. 摩尔达维亚（ 昌戈 ）

后三个在匈牙利当前领土以外的罗马尼亚部分地区使用。昌戈方言主要在罗马尼亚东部的巴克乌县使用。昌戈匈牙利语群体在很大程度上与其他匈牙利人隔离开来，因此他们保留了一种与早期形式的匈牙利语非常相似的方言。 
以前的分类区分了以下方言：匈牙利大平原、西多瑙河、多瑙河-蒂萨（两条河流之间的领土）、匈牙利国王关口（阿普塞尼山脉的山口）、匈牙利东北部、匈牙利西北部、塞克利、匈牙利西部和桑戈。 民族语也使用了这种分类，提到但未单独列出的昌戈方言除外。
此外还有七种匈牙利手语方言。

## 方言
西外多瑙河方言
旧时称为西匈牙利语。由于靠近奥地利，它的词汇在一定程度上受到了德语的影响；对于“是”，德语ja通常替代标准匈牙利语.。它的发音特点是长元音缩短（  而不是标准的 , 而不是 ) 和加长辅音 (  而不是标准的 ,  而不是 ）。大量使用 ë（闭合的“e”）元音。辅音 l 通常在长元音后或词尾丢失。辅音通常是颚化的（  而不是标准的 )，然而，ly （最初是标准匈牙利语演变而来的方言中的颚化 l ）变成了 l ，而不是更常见的 j 。
中外多瑙河/小匈牙利平原方言和南外多瑙河方言
旧时称为外多瑙河方言。中外多瑙河有几个子方言，包括沙洛科兹、马蒂亚斯地和西格特科兹方言。这些方言在发音和词汇上与西外多瑙语有一些相似之处，但后者也受到南斯拉夫语言的影响，因为它们的地理接近。ja 一般为; 他们区分开音和闭音，尽管这里的开音e与标准匈牙利语不同，听起来更像是短音a 。
南部大平原方言或南方方言
主要在多瑙河和蒂萨河之间使用；也在巴纳特出现。这也是布达佩斯及其周边地区的方言。它的词汇与标准匈牙利语没有显着差异；它的方言词来自外多瑙河、帕洛克和蒂萨地区。这是有历史原因的：该地区在 16 至 17 世纪匈牙利奥斯曼帝国占领期间遭受了最重大的损失，并从该国不同地区重新定居。在发音中，它经常在 e 和 ö 之间交叉使用。
帕罗克或西北方言
在西斯丹努比亚地区的西北部使用；主要分布在诺格拉德县、赫韦斯县和前博尔索德县（现为博尔索德-阿包伊-曾普伦的西半部），佩斯和巴克斯-基斯昆的一部分；也在斯洛伐克南部使用。它的部分词汇可能来自斯洛伐克语。标准a被短á取代，而标准á被更接近标准ó的元音取代。最显著的区别特征是使用双元音（用au代替标准o ，ie 代替é ）。它是少数仍然发音ly的方言之一， l的颚化版本在其他方言中已经合并到另一个辅音中（在标准和大多数方言中为j ，在某些方言中为l )
蒂萨-科罗斯方言或东部方言
旧时称为蒂萨方言。被居住在蒂萨河以东，罗马尼亚和乌克兰的匈牙利人使用。它与附近的特兰西瓦尼亚平原方言有相似之处。其发音的特点是使用í 代替标准的é ： níz 代替néz ， píz 代替pénz 。在德布勒森以东，元音e 通常发音而不是标准的ö （ ser 而不是sör ），尽管不是在所有单词中。与多瑙河这一边的大多方言相同，e 不区分开闭。音节末尾的辅音 l、r 和 j 通常会延长其元音。
东北方言
在包尔绍德-奥包乌伊-曾普伦县东部（主要在以前的曾普伦县县）使用，也在索博尔奇-索特马尔-百赖格县和斯洛伐克的部分地区使用。它是该地区的主要方言，如费伦茨·卡津奇（18 世纪匈牙利改革和振兴的领军人物）和费伦茨·科尔切（也是语言改革家，国歌的作者）等重要文学人物生活和工作的地方；此外， 维若伊是第一部现存的匈牙利圣经译本出版的地方。由于方言构成了标准文学匈牙利语的基础，因此与它没有显着差异，尽管与它并不完全相同。细微差别主要在词汇上，但在某些地方，靠近连接的蒂萨-科罗斯地区，通常发音为í 而不是标准e ，动词变位也存在差异——标准匈牙利语未采用的一个显着特征是助动词kell (“必须”）和lehet （“可能”）的不同将来时态，kell lesz 和lehet lesz 代替了标准的kell majd 和lehet majd 。此方言的特点，如不区分开闭e，发辅音ly ，对匈牙利语的标准化拼写产生了持久的影响。
特兰西瓦尼亚平原方言
在特兰西瓦尼亚的一个山口之后，以前称为国王关口。它在特兰西瓦尼亚的非塞克利地区使用，该地区以前属于匈牙利。它的特点是用a 代替标准o 的发音（ bagár 代替标准bogár ），用á 代替a 。在该地区的一些地方，元音被缩短（ házbol 而不是házból ）。有趣的是，它保留了过去时态，自匈牙利中期以来，在其他方言中的使用一直在稳步下降。在标准匈牙利语中，它最后一次出现在 19 世纪下半叶的文学文本中，从那时起就已经过时了。
塞克利方言
与特兰西瓦尼亚最常见的方言有一个独特的词汇。 连同该地区的传统和民间文化，它产生了重要的文学作品。 塞克利方言使用了几个罗马尼亚语借词，标准匈牙利语的使用者并不总是能理解这些借词。
摩尔达维亚方言
通常称为昌戈方言，由于与匈牙利其他地区隔离，这种方言与标准匈牙利语的区别最大。说它的地区与匈牙利目前的领土完全分开。该方言有两个子方言：古方言和塞凯利-桑戈方言，前者是匈牙利唯一独立发展的方言，也可被视为一种区域语言，而后者则深受邻近的塞凯利方言的影响。罗马尼亚人口普查将讲昌戈方言的人与匈牙利人分开列出。
古老的昌戈方言仍然保留了中世纪匈牙利语的几个特征，但有一些罗马尼亚语借词。由于它大量使用古语和方言特有的词汇，即使是说罗马尼亚语的匈牙利人也很难理解。它有大约 10-15,000 名使用者，另有 10-13,000 名使用者混合使用古代和塞克利-昌戈方言。
塞克利-昌戈方言与塞克利子方言有相似之处，但它缺少语言改革期间创造的词，并且有大量的罗马尼亚借词。大约 40,000昌戈人， 讲这种方言。
罗蒙格罗方言
罗蒙格罗方言是生活在匈牙利的罗姆人在不同同化阶段使用的匈牙利语版本。大量匈牙利罗姆人不再说他们的原始语言（洛瓦里语或博亚什语），但罗蒙格罗有大量来自他们的借词。原始罗姆语单词按照匈牙利语语法规则进行变位；罗曼尼语对罗蒙格罗的影响主要体现在词汇表中。有些词的含义在标准匈牙利语中由相关词表达（例如，一个狡猾的人利用他人谋取私利，在标准匈牙利语中将被称为"蛇"，在罗蒙格罗语中称为"爬行动物"）。方言也有自己的谚语。它有地区差异，很难确定，因为方言研究不足，但有几个典型特征是已知的，例如发音á 而不是标准的 a ， ű 而不是ő ， u 而不是o ， í 而不是é 。几个单词或后缀被缩短，例如，内格-ban 和入格-ba 被合并（在标准的匈牙利语中，这通常表示某人没有受过教育，这无助于方言在公众舆论中的地位）。这种方言有一种独特的语调，很容易被喜剧演员模仿，嘲笑罗姆人或下层匈牙利人。尽管它的地位很低，但它的几个罗姆语借词已经进入标准匈牙利语，不过主要是俚语。这意味着标准匈牙利语使用者完全可以理解方言。